# 前线任务 进化
《前线任务 进化》是由Double Helix Games开发、Square Enix发行的一款第三人称射击游戏，是《前线任务》系列的最新作。剧情设定在2071年，《前线任务5 战争伤痕》后的50年。人类开始通过轨道升降机进行大规模宇宙探索。然而一个USN升降机被不知名力量摧毁，从而发生危机。工程师Dylan Ramsey从此卷入了OCU和USN的战争。